# Sandro Puppo

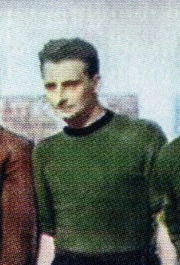
Sandro Puppo en un partido de la temporada 1940-1941

Sandro Puppo (Piacenza, 28 de enero de 1918-Piacenza, 16 de octubre de 1986) fue un futbolista y entrenador de fútbol italiano.
Como futbolista jugó por el Piacenza, Ambrosiana, Venezia y AS Roma durante los años 30 y 40. Fue reserva de la selección italiana que ganó el oro en los Juegos Olímpicos de Berlín 1936.
Más tarde fue entrenador. Dirigió a la selección de Turquía en la Copa del Mundo de Fútbol de 1954, al Barcelona (del 16 de agosto de 1954 al 30 de junio de 1955, haciendo debutar en el primer equipo a Luis Suárez), Juventus y Beşiktaş.

## Enlazos externos
- Perfil en Mundo Deportivo
- Sandro Puppo (1954-55), FC Barcelona (per 2020-08-20)

| Predecesor: Ferdinand Daucik | Entrenador del FC Barcelona 1954- 1955 | Sucesor: Franz Platko |

- Datos: Q510397
- Multimedia: Sandro Puppo / Q510397